# 竹塘鄉 (台灣)
竹塘鄉，舊稱「內蘆竹塘」，位於臺灣彰化縣西南部，北鄰二林鎮，東北鄰埤頭鄉，東南端接溪州鄉，南邊東段、南邊隔濁水溪分別與雲林縣西螺鎮、二崙鄉相望，西南端接大城鄉。全境地處濁水溪沖積扇之上，地勢低平，農業主要生產稻米、蔬菜及水果，為一典型農業鄉鎮。

## 歷史
清道光年間彰化縣令周璽著彰化縣志所做之描述，竹塘多低漥水塘地，佈滿天然植物，俗名曰：「蘆竹仔」或「蘆荻」衍生，故先民由地形景觀取為「絡竹塘」，隨後又依據靠海遠近謂「內絡竹塘」，後再簡化為「竹塘」。相傳竹塘盛產竹林密佈水塘，因以得稱，故有謂舊名「竹頭」，日本人治台之後改稱為「竹塘」。
據清康熙五十五年（西元1716年）陳夢林修朱羅縣志山川總圖時，在「水師坑」的位置，附近有塘、圳、社建置，隸屬二林社。康熙六十年（1721年）改設二林堡；雍正元年（1723年）設彰化縣；雍正十二年將二林堡劃分一部份為深耕堡。深耕堡及竹塘鄉、大城鄉前身。 
同治年間二林堡、深耕堡繼續維持，但因盜賊猖獗不敢散居，故聚落合併若干，使得竹塘由原有的十六庄變成九庄。清光緒二十一年臺灣割日，彰化縣出張所隸屬於臺灣民政支部；1897年，二林堡與深耕堡隸屬二林辦務署。1898年歸屬北斗辦務署。
1920年臺灣地方改制，竹塘庄屬臺中州北斗郡；1946年竹塘鄉隸屬臺中縣北斗區。1949年，改制為彰化縣竹塘鄉，共轄十四村。

## 人口
戰後初期，竹塘鄉有人口15,441人，人口持續成長，至1966年時達到22,305人，是戰後人口最高值，此後隨著人口外流、少子化與人口老化的影響，人口逐年下跌。2017年時，竹塘鄉人口已下滑至15,303人，已是戰後人口最低值，且至今人口仍持續衰退，是彰化縣人口衰退嚴重的地區。
根據彰化縣二林戶政事務所統計，2024年底竹塘鄉戶數約4.7千戶，人口約1.4萬人，鄉內人口最多與最少的村分別是竹塘村與溪墘村，2024年底兩村人口分別為2,470人與488人。竹塘鄉的人口年齡構成中，0至14歲人口佔比12.31%，15至64歲人口佔比62.91%，65歲以上人口則佔比24.78%，是彰化縣青壯年人口佔比最低的行政區。

## 政治

### 歷任首長
| 屆次 | 姓名   | 政黨       | 備註 |
| ---- | ------ | ---------- | ---- |
| 1    | 詹有義 |            |      |
| 2    | 陳桔森 |            |      |
| 3    | 林木川 |            |      |
| 4    | 林木川 |            |      |
| 5    | 詹賜   |            |      |
| 6    | 詹賜   |            |      |
| 7    | 林木川 |            |      |
| 8    | 邱西泉 |            |      |
| 9    | 邱西泉 |            |      |
| 10   | 劉樹林 |            |      |
| 11   | 劉重華 |            |      |
| 12   | 劉重華 |            |      |
| 13   | 劉明山 | 中國國民黨 |      |
| 14   | 劉明山 | 中國國民黨 |      |
| 15   | 蔡永稽 | 無黨籍     |      |
| 16   | 蔡永稽 | 無黨籍     |      |
| 17   | 莊宜洌 | 無黨籍     |      |
| 18   | 蔡碩任 | 無黨籍     | 現任 |
| 19   | 蔡碩任 | 無黨籍     | 現任 |

### 鄉政組織
竹塘鄉公所是竹塘鄉最高層級的地方行政機關，在中華民國政府架構中為鄉自治的行政機關，同時負責執行縣政府及中央機關委辦事項，竹塘鄉的自治監督機關為彰化縣政府。鄉長由全體鄉民直接選舉產生，任期為四年，可連選連任一次。竹塘鄉公所並置鄉政會議，為鄉政最高決策機構，在鄉長之下，設有5課3室等8個內部單位及3個附屬機關。
竹塘鄉民代表會是竹塘鄉的最高民意機關，代表竹塘鄉全體鄉民立法和監察鄉政。鄉民代表由公民直選選出，任期為四年，可連選連任。竹塘鄉民代表會共有11位鄉民代表，分別為第一選區3席鄉民代表、第二選區2席鄉民代表、第三選區3席鄉民代表、第四選區3席鄉民代表，主席、副主席由11位鄉民代表互選產生。

### 行政區劃
竹塘鄉劃分為14個村。
| 小西村 村長林永富 | 土庫村 村長廖鐘謀 | 內新村 村長廖清彬 | 永安村 村長詹峰賓 | 田頭村 村長鄧世龍 | 樹腳村 村長黃宥嘉 | 新廣村 村長鐘仁慶 |
| 竹塘村 村長詹炳煌 | 竹林村 村長張鴻武 | 竹元村 村長蕭慶彬 | 民靖村 村長莊瑞林 | 五庄村 村長邱俊雄   | 長安村 村長廖英傑 | 溪墘村 村長詹培煜 |

## 經濟
連鎖店家
| 店家名稱                 | 營業時間    | 服務地址        | 備註 |
| ------------------------ | ----------- | --------------- | ---- |
| 全聯福利中心（竹塘店）   | 07:30~22:30 | 中興街57巷22號  |      |
| 主婦生鮮 (竹塘店)        | 07:30~22:30 | 戶政街76巷5號   |      |
| 7-11（新竹塘店）         | 24小時      | 竹五路臨2號     |      |
| OK超商（竹塘信義店）     | 24小時      | 信義街2號       |      |
| 全家（竹塘向塘店）       | 24小時      | 中央路二段500號 |      |
| 清心福全 (竹塘竹林店)    | 08:00~22:00 | 竹林路一段168號 |      |
| TEA'S (竹塘店)           | 08:00~21:30 | 中興街131號     |      |
| 早安美芝城（竹塘店）     | 05:30~12:30 | 竹塘街54號      |      |
| 早安美芝城（活力竹塘店） | 05:00~11:45 | 中興街2號       |      |

## 教育

### 國民中學
- 彰化縣立竹塘國民中學

### 國民小學
- 彰化縣竹塘鄉竹塘國民小學
- 彰化縣竹塘鄉民靖國民小學【面前厝】
- 彰化縣竹塘鄉長安國民小學【九塊厝】
- 彰化縣竹塘鄉土庫國民小學
- 彰化縣竹塘鄉田頭國民小學

## 交通

### 鐵路
竹塘鄉境內無鐵路經過，最鄰近之鐵路車站為約17公里遠的高鐵彰化站及高鐵雲林站。

### 公路
- 台19線（中央公路）：埤頭鄉－竹塘鄉－雲林縣二崙鄉：為全鄉最重要的南北向聯外道路，往北可通往溪湖鎮、彰化市，往南可通往二崙鄉、崙背鄉。
- 縣道152號（東陽路、九塊厝外環道、竹林路）：大城鄉－竹塘鄉－埤頭鄉：為全鄉最重要的東西向聯外道路，往西可通往大城鄉，往東經過埤頭鄉後，走溪州連絡道，可在北斗交流道接上國道一號以便通往台灣南北各地，亦可續行通往溪州鄉、二水鄉及南投縣各鄉鎮。
- 濁水溪北岸快速道路（規劃中）[6]

### 公車客運
- 統聯客運：
  - 1630C　台北－西港（停靠九塊厝、竹塘）
- 員林客運：
  - 6707　員林－二林

## 旅遊
- 頂崙天倫宮：主祀天上聖母，創立於1917，香火源自鹿港天后宮。
- 竹塘醒靈宮：主祀三恩主，宮前有著月眉池，池畔旁有著兩座春秋閣，與惜字亭古蹟。
- 明航寺：寺院建築以白色為主體，搭配藍色的屋頂，散發清淨祥和之氣。
- 竹塘慈航宮：祀奉觀世音菩薩。
- 九龍大榕公：被當地人視為神樹。
- 米香囍懷舊農村生活館 (長安村)
- 鹿世界觀光牧場
- 金牛山麓公園

## 外部連結
- 竹塘鄉公所 （页面存档备份，存于）
- 彰化縣竹塘鄉公所的Facebook專頁